# رابانوس مائوروس
رابانوس مائوروس مگنتیوس (ح. ۷۸۰ – ۴ فوریه ۸۵۶) معروف به هرابانوس و رهابانوس، شاعر، دانشنامه‌نویس، روحانی و نویسندهٔ نظامی فرانکی نظام سنت بندیکت در فرانک خاوری بود. او صاحب دانشنامه‌ای به نام De rerum naturis (به معنای در باب طبیعت چیزها) است. او همچنین اثری در مورد آموزش و قواعد کتاب مقدس نگاشته‌است. او را از مهمترین نویسندگان و آموزگاران عهد کارولنژی می‌دانند، و با القابی همچون «محافظ ژرمانی» یا «آموزگار آلمان» می‌شناسند. در نسخه‌های متأخر شهیدشناسی رومی روز چهارم فوریه به نام اوست و به عنوان قدیس به رسمیت شناخته شده‌است. 